# Landover Baptist Church
Landover Baptist Church ist der Name einer religionsparodistischen Website aus den USA.
Schöpfer der Website ist Chris Harper, der 1989 wegen eines satirischen Beitrags über Jerry Falwell in einer Radioshow von der fundamentalistischen Liberty University relegiert wurde. Diese Universität wurde 1971 von Falwell gegründet. Harper startete die satirische Website 1998. Dort wird eine Kirche am fiktiven Ort Freehold (Iowa) vorgestellt, die von einem diktatorisch agierenden „Pastor“ geführt wird. Er regiert über eine in sich geschlossene Gesellschaft mit eigenen Geschäften, zu denen auch der Verkauf von Gewehren gehört. Ihre ausgedehnten Geschäfte erinnern an die große Zeit der amerikanischen Fernsehprediger. Zu Irritationen bei fundamentalistischen Kirchenführern führt, dass die veröffentlichten Meinungen und Geschichten von vielen ihrer Anhänger ernst genommen werden (vgl. → Poes Gesetz). Auch die Anthropologin Christine Yano, Verfasserin eines Buchs über die fiktive Figur Hello Kitty, wertete einen parodistischen Beitrag über diese Figur auf der Seite als Zeichen einer „tödlich ernsten Gegnerschaft“ gegen Kitty durch die religiöse Rechte.
Auf der Seite veröffentlicht auch die Kabarettistin Deven Green Beiträge ihrer fiktiven Figur Betty Bowers, einer reichen Baptistin aus den Südstaaten.